# Eugeniusz Dziwiłł
Eugeniusz Otto Gintowt-Dziwiłł, ps. „Tygrys” (ur. 1 września 1896, zm. ?) – oficer artylerii Wojska Polskiego II RP i Polskich Sił Zbrojnych.

## Życiorys
Urodził się 1 września 1896. Przed 1914 był członkiem Polskich Drużyn Strzeleckich. Po wybuchu I wojny światowej 1914 został żołnierzem Legionów Polskich, służył kawalerii (późniejszy 1 pułk ułanów). Mianowany wachmistrzem, później sierżantem. Odbywał kursy karabinów maszynowych i dowódców plutonów piechoty. Jako żołnierz V batalionu I Brygady do 1 października 1915 przebywał chory w Szpitalu Legionów w Zakopanem, jako żołnierz 2 kompanii II batalionu 5 pułku piechoty w składzie II Brygady przebywał chory w domu rekreacyjnym w Kamińsku. Używał pseudonimu „Tygrys”.
Po odzyskaniu przez Polskę niepodległości został przyjęty do Wojska Polskiego. Ukończył Szkołę dla Młodszych Oficerów Artylerii w Toruniu. 23 sierpnia 1924 roku został mianowany podporucznikiem ze starszeństwem z dniem 1 marca 1924 roku i 1. lokatą w korpusie oficerów artylerii, a później do stopnia porucznika artylerii ze starszeństwem z dniem 1 lutego 1926. W latach 20. i 30. był oficerem 9 pułku artylerii ciężkiej w Siedlcach, w 1932 przydzielony jako oficer sądowy do Wojskowego Sądu Rejonowego Siedlce. Później awansowany do stopnia kapitana. Według stanu z marca 1939 był oficerem sądowym Wojskowego Sądu Rejonowego Warszawa.
Po zakończeniu II wojny światowej pozostał na emigracji w Wielkiej Brytanii, mieszkał w Londynie. Był przypisany do Lancashire. W 1959 został awansowany do stopnia majora artylerii.

## Ordery i odznaczenia
- Krzyż Niepodległości (2 sierpnia 1931, za pracę w dziele odzyskania niepodległości)[13]
- Krzyż Kawalerski Orderu Odrodzenia Polski (3 maja 1961, za zasługi na polu pracy społecznej i oświatowej)[14]